# Kenya aux Jeux olympiques d'été de 1996
Le Kenya participe aux Jeux olympiques d'été de 1996 à Atlanta, aux États-Unis, du 20 juillet au 4 août 1996. Il s'agit de sa neuvième participation à des Jeux olympiques d'été.
La délégation kenyane est composée de cinquante-six athlètes concourant dans six sports. Elle termine trente-huitième au classement par nations avec une médaille d'or, quatre médailles d'argent et trois médailles de bronze, soit un total de huit médailles.
Les Kenyans se distinguent en athlétisme où ils remportent leurs huit médailles, dont une médaille d'or et quatre médailles d'argent.
Ils réalisent le doublé en 3 000 mètres steeple, avec Joseph Keter remportant la médaille d'or devant son compatriote Moses Kiptanui, médaille d'argent.

## Médaillés kenyans

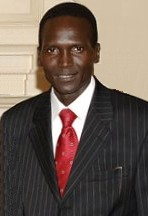
Paul Tergat remporte la médaille d'argent au 10000 mètres.

| Médaille | Nom              | Sport      | Discipline                  | Date de la finale |
| -------- | ---------------- | ---------- | --------------------------- | ----------------- |
| Or       | Joseph Keter     | Athlétisme | 3000 mètres steeple, hommes | 2 août            |
| Argent   | Pauline Konga    | Athlétisme | 5 000 mètres, femmes        | 28 juillet        |
| Argent   | Paul Tergat      | Athlétisme | 10 000 mètres, hommes       | 29 juillet        |
| Argent   | Moses Kiptanui   | Athlétisme | 3000 mètres steeple, hommes | 2 août            |
| Argent   | Paul Bitok       | Athlétisme | 5 000 mètres, hommes        | 3 août            |
| Bronze   | Fred Onyancha    | Athlétisme | 800 mètres, hommes          | 31 juillet        |
| Bronze   | Stephen Kipkorir | Athlétisme | 1500 mètres, hommes         | 3 août            |
| Bronze   | Erick Wainaina   | Athlétisme | Marathon                    | 4 août            |

## Participants kenyans

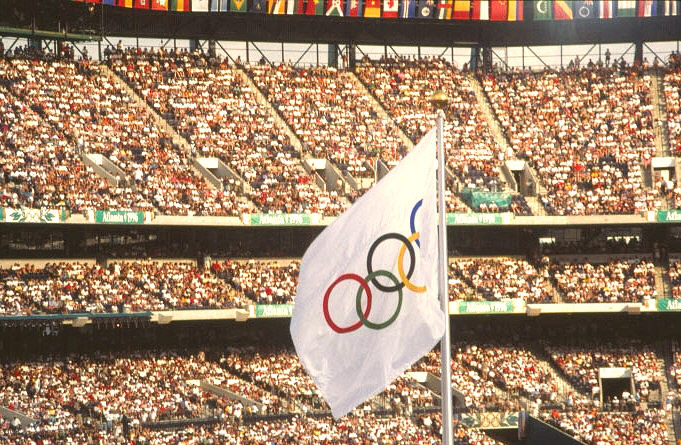
Le drapeau olympique à Atlanta en 1996.

- Joseph Keter, H, 27 ans, – athlétisme, médaille d'or  ;
- Paul Bitok, H, 26 ans, – athlétisme, médaille d'argent  ;
- Moses Kiptanui, H, 24 ans, – athlétisme, médaille d'argent  ;
- Pauline Konga, F, 26 ans, – athlétisme, médaille d'argent  ;
- Paul Tergat, H, 27 ans, – athlétisme, médaille d'argent  ;
- Stephen Kipkorir, H, 25 ans, – athlétisme, médaille de bronze  ;
- Fred Onyancha, H, 27 ans, – athlétisme, médaille de bronze  ;
- Eric Wainaina, H, 22 ans, – athlétisme, médaille de bronze  ;
- Lameck Aguta, H, 24 ans, – athlétisme ;
- Evans Ashira, H, 26 ans, – boxe ;
- Sally Barsosio, F, 18 ans, – athlétisme ;
- Matthew Birir, H, 24 ans, – athlétisme ;
- Ezequiel Bitok, H, 30 ans, – athlétisme ;
- Gideon Biwott, H, 29 ans, – athlétisme ;
- Peter Bulinga, H, 33 ans, – boxe ;
- Joyce Chepchumba, F, 25 ans, – athlétisme ;
- Julius Chepkwony, H, 27 ans, – athlétisme ;
- Lydia Cheromei, F, 19 ans, – athlétisme ;
- Rose Cheruiyot, F, 19 ans, – athlétisme ;
- Selina Chirchir, F, 27 ans, – athlétisme ;
- Anuj Desai, H, 45 ans, – Shooting ;
- Joseph Gikonyo, H, 31 ans, – athlétisme ;
- Charles Gitonga, H, 24 ans, – athlétisme ;
- Angeline Kanana, F, 30 ans, – athlétisme ;
- Jacob Katonon, H, 26 ans, – athlétisme ;
- Justus Kavulanya, H, 27 ans, – athlétisme ;
- Simon Kemboi, H, 29 ans, – athlétisme ;
- Erick Keter, H, 29 ans, – athlétisme ;
- Philip Kibitok, H, 25 ans, – athlétisme ;
- David Kimutai, H, 26 ans, – athlétisme ;
- Barnabas Kinyor, H, 34 ans, – athlétisme ;
- David Kiptoo, H, 31 ans, – athlétisme ;
- Samson Kitur, H, 30 ans, – athlétisme ;
- Paul Koech, H, 27 ans, – athlétisme ;
- Shem Kororia, H, 23 ans, – athlétisme ;
- Remmy Limo, H, 25 ans, – athlétisme ;
- Tegla Loroupe, F, 25 ans, – athlétisme ;
- Josphat Machuka, H, 22 ans, – athlétisme ;
- George Maina Kinianjui, H, 22 ans, – boxe ;
- Jennifer Mbuta, F, 27 ans, – tir à l'arc ;
- Naomi Mugo, F, 19 ans, – athlétisme ;
- Tom Nyariki, H, 24 ans, – athlétisme ;
- Kennedy Ochieng, H, 24 ans, – athlétisme ;
- Peter Odhiambo, H, 29 ans, – boxe ;
- Collins Okothnyawallo, H, 23 ans, – boxe ;
- Ahmed Rajab Omari, H, 16 ans, – boxe ;
- Donald Onchiri, H, 31 ans, – athlétisme ;
- Dominic Rebelo, H, 17 ans, – tir à l'arc ;
- Laban Rotich, H, 27 ans, – athlétisme ;
- Julius Sawe, H, 24 ans, – athlétisme ;
- William Tanui, H, 32 ans, – athlétisme ;
- Samson Yego, H, 24 ans, – athlétisme.